# Collegio elettorale di Termoli (Camera dei deputati)
Il collegio di Termoli fu un collegio elettorale uninominale della Repubblica Italiana per l'elezione della Camera dei deputati. Apparteneva alla circoscrizione Molise e fu utilizzato per eleggere un deputato nella XII, XIII e XIV legislatura.
Venne istituito nel 1993 con la cosiddetta Legge Mattarella (Legge n. 277, Nuove norme per l'elezione della Camera dei deputati), attuata in seguito al referendum abrogativo del 1993. La legge istituì per la Camera dei deputati e per il Senato della Repubblica un sistema di elezione misto, in parte maggioritario e in parte proporzionale. Il 75% dei parlamentari dell'assemblea veniva eletto in collegi uninominali tramite sistema maggioritario a turno unico; il restante 25% alla Camera veniva eletto tramite sistema proporzionale con liste bloccate.
Il collegio venne abolito insieme a tutti gli altri che costituivano la Camera con la promulgazione della legge elettorale successiva, la cosiddetta Legge Calderoli. Questa prevedeva un sistema proporzionale con premio di maggioranza, che alla Camera veniva attribuito a livello nazionale.

## Territorio
Il collegio di Termoli era uno dei 3 collegi uninominali in cui era suddiviso il Molise e, come previsto dal D.Lgs. del 20 dicembre 1993 n. 536, era interamente compreso nella provincia di Campobasso e comprendeva i seguenti comuni: Acquaviva Collecroce, Bonefro, Campolieto, Campomarino, Casacalenda, Castelmauro, Civitacampomarano, Colletorto, Guardialfiera, Guglionesi, Larino, Lupara, Macchia Valfortore, Mafalda, Monacilioni, Montecilfone, Montefalcone nel Sannio, Montelongo, Montemitro, Montenero di Bisaccia, Montorio nei Frentani, Morrone del Sannio, Palata, Petacciato, Pietracatella, Portocannone, Provvidenti, Ripabottoni, Rotello, San Felice del Molise, San Giacomo degli Schiavoni, San Giuliano di Puglia, San Martino in Pensilis, Santa Croce di Magliano, Sant'Elia a Pianisi, Tavenna, Termoli e Ururi.

## Eletti
| Elezione | Elezione | Deputato             | Partito            |
| -------- | -------- | -------------------- | ------------------ |
|          | 1994     | Giovanni Di Stasi    | Progressisti (PDS) |
|          | 1996     | Giovanni Di Stasi    | L'Ulivo (PDS)      |
|          | 2001     | Remo Di Giandomenico | Casa delle Libertà |

## Dati elettorali

### XII legislatura

#### Risultati proporzionale
| Coalizioni        | Coalizioni                      | Liste                                 | Liste                              | Voti   | %     |
| ----------------- | ------------------------------- | ------------------------------------- | ---------------------------------- | ------ | ----- |
|                   | Progressisti                    |                                       | Partito Democratico della Sinistra | 15.389 | 21,66 |
|                   | Progressisti                    | Rifondazione Comunista                | 5.385                              | 7,58   |       |
|                   | Progressisti                    | Federazione dei Verdi                 | 1.760                              | 2,48   |       |
|                   | Progressisti                    | Partito Socialista Italiano           | 1.552                              | 2,18   |       |
|                   | Progressisti                    | Movimento per la Democrazia - La Rete | 825                                | 1,16   |       |
|                   | Progressisti                    | Alleanza Democratica                  | 496                                | 0,70   |       |
| Totale coalizione | Totale coalizione               | 25.857                                | 35,76                              |        |       |
|                   | Polo del Buon Governo           |                                       | Alleanza Nazionale                 | 12.413 | 17,48 |
|                   | Polo del Buon Governo           | Forza Italia                          | 11.392                             | 16,04  |       |
|                   | Polo del Buon Governo           | Centro Cristiano Democratico          | 821                                | 1,16   |       |
| Totale coalizione | Totale coalizione               | 24.626                                | 34,68                              |        |       |
|                   | Patto per l'Italia              |                                       | Partito Popolare Italiano          | 12.362 | 17,40 |
|                   | Patto per l'Italia              | Patto Segni                           | 4.700                              | 6,62   |       |
| Totale coalizione | Totale coalizione               | 17.062                                | 24,02                              |        |       |
|                   | Partito Popolare Progressista   | Partito Popolare Progressista         | Partito Popolare Progressista      | 1.730  | 2,44  |
|                   | Socialdemocrazia                | Socialdemocrazia                      | Socialdemocrazia                   | 1.475  | 2,08  |
|                   | Movimento Cattolico Democratico | Movimento Cattolico Democratico       | Movimento Cattolico Democratico    | 520    | 0,73  |
|                   | Rinnovamento                    | Rinnovamento                          | Rinnovamento                       | 212    | 0,30  |
| Totale            | Totale                          | Totale                                | Totale                             | 71.032 |       |

#### Risultati uninominale
|                               | Giovanni Di Stasi ✔️ Eletto | Progressisti                    | 26 294 | 37,52 |  |  |  |  |  |
|                               | Quintino Pallante           | Polo del Buon Governo (FI - AN) | 23 715 | 33,84 |  |  |  |  |  |
|                               | Antonio Del Torto           | Patto per l'Italia              | 11 256 | 16,06 |  |  |  |  |  |
|                               | Tilde Bartolini Crema       | Centro Cristiano Democratico    | 3 849  | 5,49  |  |  |  |  |  |
|                               | Costanzo Ceffaratti         | Partito Popolare Progressista   | 2 643  | 3,77  |  |  |  |  |  |
|                               | Giuseppe Sammarone          | Socialdemocrazia per le Libertà | 2 316  | 3,31  |  |  |  |  |  |
| Totale                        | Totale                      | Totale                          | 70 073 | 100   |  |  |  |  |  |
|                               |                             |                                 |        |       |  |  |  |  |  |
| Fonte: Ministero dell'interno |                             |                                 |        |       |  |  |  |  |  |

### XIII legislatura

#### Risultati proporzionale
| Coalizioni        | Coalizioni                         | Liste                                     | Liste                              | Voti   | %     |
| ----------------- | ---------------------------------- | ----------------------------------------- | ---------------------------------- | ------ | ----- |
|                   | Polo per le Libertà                |                                           | Alleanza Nazionale                 | 11.394 | 16,88 |
|                   | Polo per le Libertà                | Forza Italia                              | 10.440                             | 15,47  |       |
|                   | Polo per le Libertà                | CCD-CDU                                   | 6.087                              | 9,02   |       |
| Totale coalizione | Totale coalizione                  | 27.921                                    | 41,37                              |        |       |
|                   | L'Ulivo                            |                                           | Partito Democratico della Sinistra | 16.782 | 24,87 |
|                   | L'Ulivo                            | Popolari per Prodi (PPI-SVP-PRI-UD-Prodi) | 6.616                              | 9,80   |       |
|                   | L'Ulivo                            | Rinnovamento Italiano                     | 2.517                              | 3,73   |       |
|                   | L'Ulivo                            | Federazione dei Verdi                     | 1.621                              | 2,40   |       |
| Totale coalizione | Totale coalizione                  | 27.536                                    | 40,80                              |        |       |
|                   | Progressisti                       |                                           | Rifondazione Comunista             | 8.088  | 11,99 |
|                   | Movimento Sociale Fiamma Tricolore | Movimento Sociale Fiamma Tricolore        | Movimento Sociale Fiamma Tricolore | 1.639  | 2,43  |
|                   | Lista Pannella - Sgarbi            | Lista Pannella - Sgarbi                   | Lista Pannella - Sgarbi            | 1.333  | 1,98  |
|                   | Partito Socialista                 | Partito Socialista                        | Partito Socialista                 | 570    | 0,84  |
|                   | Risorgimento del Sud               | Risorgimento del Sud                      | Risorgimento del Sud               | 215    | 0,32  |
|                   | Rinnovamento                       | Rinnovamento                              | Rinnovamento                       | 181    | 0,27  |
| Totale            | Totale                             | Totale                                    | Totale                             | 67.483 |       |

#### Risultati uninominale
|                               | Giovanni Di Stasi ✔️ Eletto | L'Ulivo             | 36 650 | 54,75 |  |  |  |  |  |
|                               | Francesco Mancini           | Polo per le Libertà | 26 112 | 39,01 |  |  |  |  |  |
|                               | Sandro Latessa              | Fiamma Tricolore    | 4 177  | 6,24  |  |  |  |  |  |
| Totale                        | Totale                      | Totale              | 66 939 | 100   |  |  |  |  |  |
|                               |                             |                     |        |       |  |  |  |  |  |
| Fonte: Ministero dell'interno |                             |                     |        |       |  |  |  |  |  |

### XIV legislatura

#### Risultati proporzionale
| Coalizioni        | Coalizioni              | Liste                                 | Liste                   | Voti   | %     |
| ----------------- | ----------------------- | ------------------------------------- | ----------------------- | ------ | ----- |
|                   | Casa delle Libertà      |                                       | Forza Italia            | 14.709 | 21,62 |
|                   | Casa delle Libertà      | Alleanza Nazionale                    | 7.531                   | 11,07  |       |
|                   | Casa delle Libertà      | CCD-CDU                               | 2.960                   | 4,35   |       |
|                   | Casa delle Libertà      | Nuovo PSI                             | 864                     | 1,27   |       |
| Totale coalizione | Totale coalizione       | 26.064                                | 38,31                   |        |       |
|                   | L'Ulivo                 |                                       | Democratici di Sinistra | 11.523 | 16,94 |
|                   | L'Ulivo                 | La Margherita (Dem - PPI - RI- UDEUR) | 7.440                   | 10,94  |       |
|                   | L'Ulivo                 | Comunisti Italiani                    | 1.703                   | 2,50   |       |
|                   | L'Ulivo                 | Il Girasole (FdV - SDI)               | 846                     | 1,24   |       |
| Totale coalizione | Totale coalizione       | 21.512                                | 31,62                   |        |       |
|                   | Lista Di Pietro         | Lista Di Pietro                       | Lista Di Pietro         | 14.238 | 20,93 |
|                   | Rifondazione Comunista  | Rifondazione Comunista                | Rifondazione Comunista  | 3.406  | 5,01  |
|                   | Lista Pannella - Bonino | Lista Pannella - Bonino               | Lista Pannella - Bonino | 875    | 1,29  |
|                   | Democrazia Europea      | Democrazia Europea                    | Democrazia Europea      | 845    | 1,24  |
|                   | Fronte Nazionale        | Fronte Nazionale                      | Fronte Nazionale        | 463    | 0,68  |
|                   | Fiamma Tricolore        | Fiamma Tricolore                      | Fiamma Tricolore        | 378    | 0,56  |
|                   | Paese Nuovo             | Paese Nuovo                           | Paese Nuovo             | 149    | 0,22  |
|                   | Abolizione scorporo     | Abolizione scorporo                   | Abolizione scorporo     | 99     | 0,15  |
| Totale            | Totale                  | Totale                                | Totale                  | 68.029 |       |

#### Risultati uninominale
|                               | Remo Di Giandomenico ✔️ Eletto | Casa delle Libertà | 24 776 | 35,81 |  |  |  |  |  |
|                               | Luigi Occhionero               | L'Ulivo            | 23 918 | 34,57 |  |  |  |  |  |
|                               | Antonio Di Pietro              | Lista Di Pietro    | 18 778 | 27,14 |  |  |  |  |  |
|                               | Aida Romagnuolo                | Democrazia Europea | 1 714  | 2,48  |  |  |  |  |  |
| Totale                        | Totale                         | Totale             | 69 186 | 100   |  |  |  |  |  |
|                               |                                |                    |        |       |  |  |  |  |  |
| Fonte: Ministero dell'interno |                                |                    |        |       |  |  |  |  |  |